# Mebane
Mebane és una població dels Estats Units a l'estat de Carolina del Nord. Segons el cens del 2008 tenia 10.624 habitants.

## Demografia
Segons el cens del 2000, Mebane tenia 7.284 habitants, 2.936 habitatges i 2.040 famílies. La densitat de població era de 480,7 habitants per km².
Dels 2.936 habitatges en un 35,9% hi vivien nens de menys de 18 anys, en un 50,6% hi vivien parelles casades, en un 15,4% dones solteres, i en un 30,5% no eren unitats familiars. En el 25,7% dels habitatges hi vivien persones soles el 8,5% de les quals corresponia a persones de 65 anys o més que vivien soles. El nombre mitjà de persones vivint en cada habitatge era de 2,48 i el nombre mitjà de persones que vivien en cada família era de 2,98.
Per edats la població es repartia de la següent manera: un 27% tenia menys de 18 anys, un 8,1% entre 18 i 24, un 34,5% entre 25 i 44, un 19,8% de 45 a 60 i un 10,6% 65 anys o més.
L'edat mediana era de 34 anys. Per cada 100 dones de 18 o més anys hi havia 86,1 homes.
La renda mediana per habitatge era de 39.524 $ i la renda mediana per família de 47.672 $. Els homes tenien una renda mediana de 37.889 $ mentre que les dones 26.126 $. La renda per capita de la població era de 20.315 $. Entorn del 9,3% de les famílies i l'11,8% de la població estaven per davall del llindar de pobresa.

## Poblacions més properes
El següent diagrama mostra les poblacions més properes.